# Copa Tigre 1998
La Copa Tigre 1998 fue la segunda edición del Campeonato de Fútbol de la ASEAN, se realizó entre el 25 de agosto y el 5 de septiembre de 1998, en Vietnam.
El torneo se celebró con ocho equipos divididos en dos grupos de cuatro con sistema de liga a partido único, los dos primeros de cada grupo disputaron las semifinales del torneo.

## Equipos participantes
| Equipos participantes | Equipos participantes | Equipos participantes | Equipos participantes |
| --------------------- | --------------------- | --------------------- | --------------------- |
| Tailandia             | Indonesia             | Birmania              | Filipinas             |
| Singapur              | Vietnam               | Malasia               | Laos                  |

## Estadios sedes
| Vietnam            | Vietnam                |
| ------------------ | ---------------------- |
| Hanoi              | Ho Chi Minh City Hanoi |
| Hanoi Stadium      | Ho Chi Minh City Hanoi |
| Capacidad: 22,500  | Ho Chi Minh City Hanoi |
|                    | Ho Chi Minh City Hanoi |
| Ho Chi Minh City   | Ho Chi Minh City Hanoi |
| Thống Nhất Stadium | Ho Chi Minh City Hanoi |
| Capacidad: 15,000  | Ho Chi Minh City Hanoi |
|                    | Ho Chi Minh City Hanoi |

## Fase de grupos

### Grupo A
| Equipo    | PJ | PG | PE | PP | GF | GC | Dif | Pts |
| --------- | -- | -- | -- | -- | -- | -- | --- | --- |
| Tailandia | 3  | 2  | 1  | 0  | 7  | 4  | +3  | 7   |
| Indonesia | 3  | 2  | 0  | 1  | 11 | 5  | +6  | 6   |
| Birmania  | 3  | 1  | 1  | 1  | 8  | 9  | −1  | 4   |
| Filipinas | 3  | 0  | 0  | 3  | 3  | 11 | −8  | 0   |

| 27 de agosto de 1998 | Indonesia                                | 3 – 0 | Filipinas | Estadio Thống Nhất, Ho Chi Minh City |                                 |
|                      | Widodo 15' · Bima 42' (pen.) · Uston 65' |       |           | Asistencia: 15,000 espectadores      | Asistencia: 15,000 espectadores |

| 27 de agosto de 1998 | Tailandia     | 1 – 1 | Birmania       | Estadio Thống Nhất, Ho Chi Minh City |                                 |
|                      | Worrawoot 15' |       | Aung Khine 65' | Asistencia: 15,000 espectadores      | Asistencia: 15,000 espectadores |

| 29 de agosto de 1998 | Tailandia                                  | 3 – 1 | Filipinas    | Estadio Thống Nhất, Ho Chi Minh City |                                 |
|                      | Worrawoot 21' · Kritsada 57' · Kiarung 86' |       | González 30' | Asistencia: 15,000 espectadores      | Asistencia: 15,000 espectadores |

| 29 de agosto de 1998 | Indonesia                                                                                           | 6 – 2 | Birmania                      | Estadio Thống Nhất, Ho Chi Minh City |                                 |
|                      | Aji 15' (pen.) · Widodo 30' · Min Aung 39' (o.g.) · Bima 54' · Miro 75' (pen.) · Min Thu 77' (o.g.) |       | Myo Hlaing Win 1', 85' (pen.) | Asistencia: 15,000 espectadores      | Asistencia: 15,000 espectadores |

| 31 de agosto de 1998 | Birmania                                                      | 5 – 2 | Filipinas         | Estadio Thống Nhất, Ho Chi Minh City |                                 |
|                      | Win Htike 21' · Myo Hlaing Win 43', 85' · Aung Khine 78', 80' |       | González 25', 30' | Asistencia: 12,000 espectadores      | Asistencia: 12,000 espectadores |

| 31 de agosto de 1998 | Tailandia                                        | 3 – 2 | Indonesia          | Estadio Thống Nhất, Ho Chi Minh City |                                |
|                      | Kritsada 62' · Therdsak 86' · Mursyid 90' (a.g.) |       | Miro 52' · Aji 84' | Asistencia: 5,000 espectadores       | Asistencia: 5,000 espectadores |

### Grupo B
| Equipo   | PJ | PG | PE | PP | GF | GC | Dif | Pts |
| -------- | -- | -- | -- | -- | -- | -- | --- | --- |
| Singapur | 3  | 2  | 1  | 0  | 6  | 1  | +5  | 7   |
| Vietnam  | 3  | 2  | 1  | 0  | 5  | 1  | +4  | 7   |
| Malasia  | 3  | 0  | 1  | 2  | 0  | 3  | −3  | 1   |
| Laos     | 3  | 0  | 1  | 2  | 2  | 8  | −6  | 1   |

| 26 de agosto de 1998 | Malasia | 0 – 2 | Singapur                  | Estadio Hàng Đẫy, Hanoi        |                                |
|                      |         |       | Ali 17' · Khamaruddin 42' | Asistencia: 5,000 espectadores | Asistencia: 5,000 espectadores |

| 26 de agosto de 1998 | Vietnam                                                         | 4 – 1 | Laos            | Estadio Hàng Đẫy, Hanoi         |                                 |
|                      | Nguyen Hong Son 30' · Nguyen Van Sy 43' · Le Huynh Duc 85', 90' |       | Channiphone 55' | Asistencia: 20,000 espectadores | Asistencia: 20,000 espectadores |

| 28 de agosto de 1998 | Malasia | 0 – 0 | Laos | Estadio Hàng Đẫy, Hanoi         |  |
|                      |         |       |      | Asistencia: 15,000 espectadores |  |

| 28 de agosto de 1998 | Vietnam | 0 – 0 | Singapur | Estadio Hàng Đẫy, Hanoi         |  |
|                      |         |       |          | Asistencia: 15,000 espectadores |  |

| 30 de agosto de 1998 | Singapur                                     | 4 – 1 | Laos             | Estadio Hàng Đẫy, Hanoi         |                                 |
|                      | Zainal 3' · Khamaruddin 9', 15' · Daiman 58' |       | Phonephachan 30' | Asistencia: 15,000 espectadores | Asistencia: 15,000 espectadores |

| 30 de agosto de 1998 | Vietnam             | 1 – 0 | Malasia | Estadio Hàng Đẫy, Hanoi         |                                 |
|                      | Nguyen Hong Son 50' |       |         | Asistencia: 15,000 espectadores | Asistencia: 15,000 espectadores |

## Fase final
|  | Semifinales         | Semifinales         |         |          | Final            | Final           |  |
|  | 2 y 3 de septiembre | 2 y 3 de septiembre |         |          | 5 de septiembre  | 5 de septiembre |  |
|  |                     |                     |         |          |                  |                 |  |
|  |                     |                     |         |          |                  |                 |  |
|  | Vietnam             | 3                   |         |          |                  |                 |  |
|  | Vietnam             | 3                   |         |          |                  |                 |  |
|  | Tailandia           | 0                   |         |          |                  |                 |  |
|  | Tailandia           | 0                   |         | Singapur | 1                |                 |  |
|  |                     |                     |         | Singapur | 1                |                 |  |
|  |                     |                     | Vietnam | 0        |                  |                 |  |
|  | Singapur            | 2                   | Vietnam | 0        |                  |                 |  |
|  | Singapur            | 2                   |         |          |                  |                 |  |
|  | Indonesia           | 1                   |         |          | Tercer lugar     | Tercer lugar    |  |
|  | Indonesia           | 1                   |         |          | Tercer lugar     | Tercer lugar    |  |
|  |                     |                     |         |          |                  |                 |  |
|  |                     |                     |         |          | Indonesia (pen.) | 3 (5)           |  |
|  |                     |                     |         |          | Indonesia (pen.) | 3 (5)           |  |
|  |                     |                     |         |          | Tailandia        | 3 (4)           |  |
|  |                     |                     |         |          | Tailandia        | 3 (4)           |  |
|  |                     |                     |         |          |                  |                 |  |

### Semifinales
| 3 de septiembre de 1998, 20:00 | Vietnam                                                       | 3 – 0 | Tailandia | Estadio Hàng Đẫy, Hanoi         |                                 |
|                                | Truong Viet Hoang 15' · Nguyen Hong Son 70' · Van Sy Hung 80' |       |           | Asistencia: 23,000 espectadores | Asistencia: 23,000 espectadores |

| 3 de septiembre de 1998, 20:00 | Singapur             | 2 – 1 | Indonesia | Estadio Thống Nhất, Ho Chi Minh City |                                |
|                                | Rafi 12' · Nazri 30' |       | Miro 34'  | Asistencia: 7,000 espectadores       | Asistencia: 7,000 espectadores |

### Tercer lugar
| 5 de septiembre de 1998, 16:00 | Indonesia                               | 3 – 3 (5 – 4 p.)           | Tailandia                                           | Estadio Thống Nhất, Ho Chi Minh City |                                |
|                                | Kurniawan 16' · Aji 33' · Ekodono 89'   |                            | Chaichan 18' · Worrawoot 42' · Kowit 44'            | Asistencia: 5,000 espectadores       | Asistencia: 5,000 espectadores |
|                                |                                         | Tiros desde el punto penal |                                                     |                                      |                                |
|                                | Uston · Bima · Ekodono · Kuncoro · imam |                            | Promrut · Punsanai · Songserm · Therdsak · Kritsada |                                      |                                |

### Final
| 5 de septiembre de 1998, 20:00 | Vietnam | 0 – 1 | Singapur       | Estadio Hàng Đẫy, Hanoi                                                    |                                                                            |
|                                |         |       | Sasi Kumar 65' | Asistencia: 25,000 espectadores Árbitro(s): Kim Young-Joo (Korea Republic) | Asistencia: 25,000 espectadores Árbitro(s): Kim Young-Joo (Korea Republic) |

## Campeón
|                                      |
| Bandera de Singapur                  |
| Campeón invicto Singapur 1.er título |

## Clasificación final
| Equipo | Equipo    | Pts | PJ | PG | PE | PP | GF | GC | Dif |
| ------ | --------- | --- | -- | -- | -- | -- | -- | -- | --- |
| 1      | Singapur  | 13  | 5  | 4  | 1  | 0  | 9  | 2  | +7  |
| 2      | Vietnam   | 10  | 5  | 3  | 1  | 1  | 18 | 4  | +14 |
| 3      | Indonesia | 7   | 5  | 2  | 1  | 2  | 15 | 10 | +5  |
| 4      | Tailandia | 8   | 5  | 2  | 2  | 1  | 8  | 2  | +6  |
| 5      | Birmania  | 4   | 3  | 1  | 1  | 1  | 8  | 9  | -1  |
| 6      | Malasia   | 6   | 4  | 2  | 0  | 2  | 11 | 12 | -1  |
| 7      | Laos      | 1   | 3  | 0  | 1  | 2  | 2  | 8  | −6  |
| 8      | Filipinas | 0   | 3  | 0  | 0  | 3  | 3  | 11 | -8  |

## Goleadores
4 goles
- Myo Hlaing Win

3 goles
- Aji Santoso
- Miro Baldo Bento
- Aung Khine
- Alfredo Razon Gonzalez
- Ahmad Latiff Khamaruddin
- Worrawoot Srimaka
- Nguyễn Hồng Sơn

2 goles
- Bima Sakti
- Widodo Putro
- Rafi Ali
- Kritsada Piandit
- Lê Huỳnh Đức

1 gol
- Kurniawan Dwi Yulianto
- Uston Nawawi
- Yusuf Ekodono
- Keolakhone Channiphone
- Kholadeth Phonephachanh
- Win Htike
- Nazri Nasir
- Rudy Khairon Daiman
- R. Sasikumar
- Zulkarnaen Zainal
- Chaichan Kiewsen
- Kairung Threjagsang
- Kovid Foythong
- Therdsak Chaiman
- Nguyễn Văn Sỹ
- Trương Việt Hoàng
- Văn Sỹ Hùng

Autogoles
- Mursyid Effendi (ante Tailandia)
- Min Aung (ante Indonesia)
- Min Thu (ante Indonesia)